# 周舜岳
周舜岳（1523年—？），字良卿，號盤峰，江西饒州府安仁縣人，民籍，明朝政治人物。

## 生平
壬子科（1552年）江西鄉試第六十一名舉人。嘉靖三十五年（1556年）中式丙辰科三甲第九十七名進士。工部观政，授直隶黟县知县，改福建閩縣知縣。四十年六月考选兵科给事中，四十四年復除礼科，七月升户科右，十一月升广东佥事，隆慶二年九月以海寇曾一本犯省城，夺俸三月。后升广西参议。万历二年八月復除山东左参议，五年正月升广西副使，八年正月升贵州右参政。十年十一月起补贵州右参政。

## 家族
曾祖周輅，訓導；祖父周珉；父周應奎，生员封知县。前母董氏；前母韓氏；母吳氏，封孺人。兄舜元、弟舜臣、舜宾。